# Down to the Bone (Film)
Down to the Bone ist ein Filmdrama von Debra Granik aus dem Jahr 2004. Es wurde als ein Independentfilm produziert.

## Handlung
Irene, eine New Yorker Angestellte, hat zwei kleine Söhne und ist mit dem Supermarktkassierer Steve verheiratet. Irene ist seit der High School drogenabhängig. Sie kommt in ein Rehabilitationszentrum, in dem ihr der ehemals drogenabhängige Bob hilft.

## Kritiken
- Kevin Thomas schrieb in der Los Angeles Times, dass der Film eine faszinierende Aura der Authentizität ausstrahle. Er lobte das Drehbuch und die Darstellungen.[1]

- G. Allen Johnson schrieb in der San Francisco Chronicle, dass der Film „perfekt“ und realistisch sei. Die Darstellungen wurden gelobt.[2]

## Auszeichnungen
- 2004: Grand Jury Award des Florida Film Festivals für Debra Granik
- 2004: Nominierung für den Gotham Award für Debra Granik
- 2004: Nominierung für den Grand Special Prize des Deauville Film Festivals für Debra Granik
- 2004: Preis des Marrakech International Film Festivals für Vera Farmiga
- 2004: Preise des Sundance Film Festivals für Debra Granik (Regiepreis) und Vera Farmiga (Spezialpreis der Jury); Nominierung für Debra Granik in einer weiteren Kategorie
- 2004: FIPRESCI-Preis für Debra Granik
- 2005: Nominierung für den Independent Spirit Award für Vera Farmiga
- 2005: Nominierung für den John Cassavetes Award
- 2005: Los Angeles Film Critics Association Award für Vera Farmiga

## Trivia
Das Drama wurde in New York gedreht.